# Иосиф (архиепископ Суздальский)
Архиепископ Иосиф — епископ Русской православной церкви, архиепископ Суздальский и Тарусский.

## Биография
Был ризничим в Саввино-Сторожевском монастыре.
В 1655 году хиротонисан во епископа Суздальского с возведением в сан архиепископа.
Уволен на покой в апреле 1656 года. Скончался в начале 1657 года.